# ベリコフスキー島

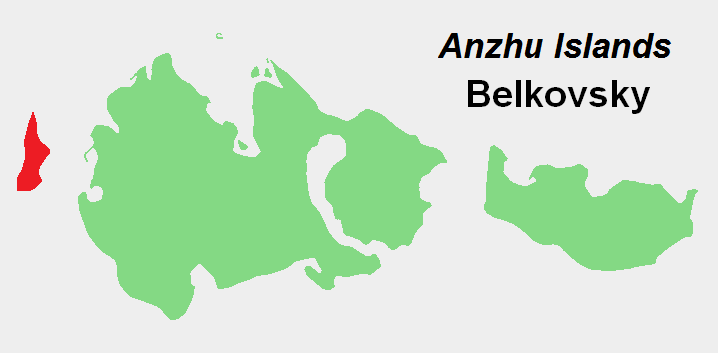
アンジュー諸島におけるベリコフスキー島の位置

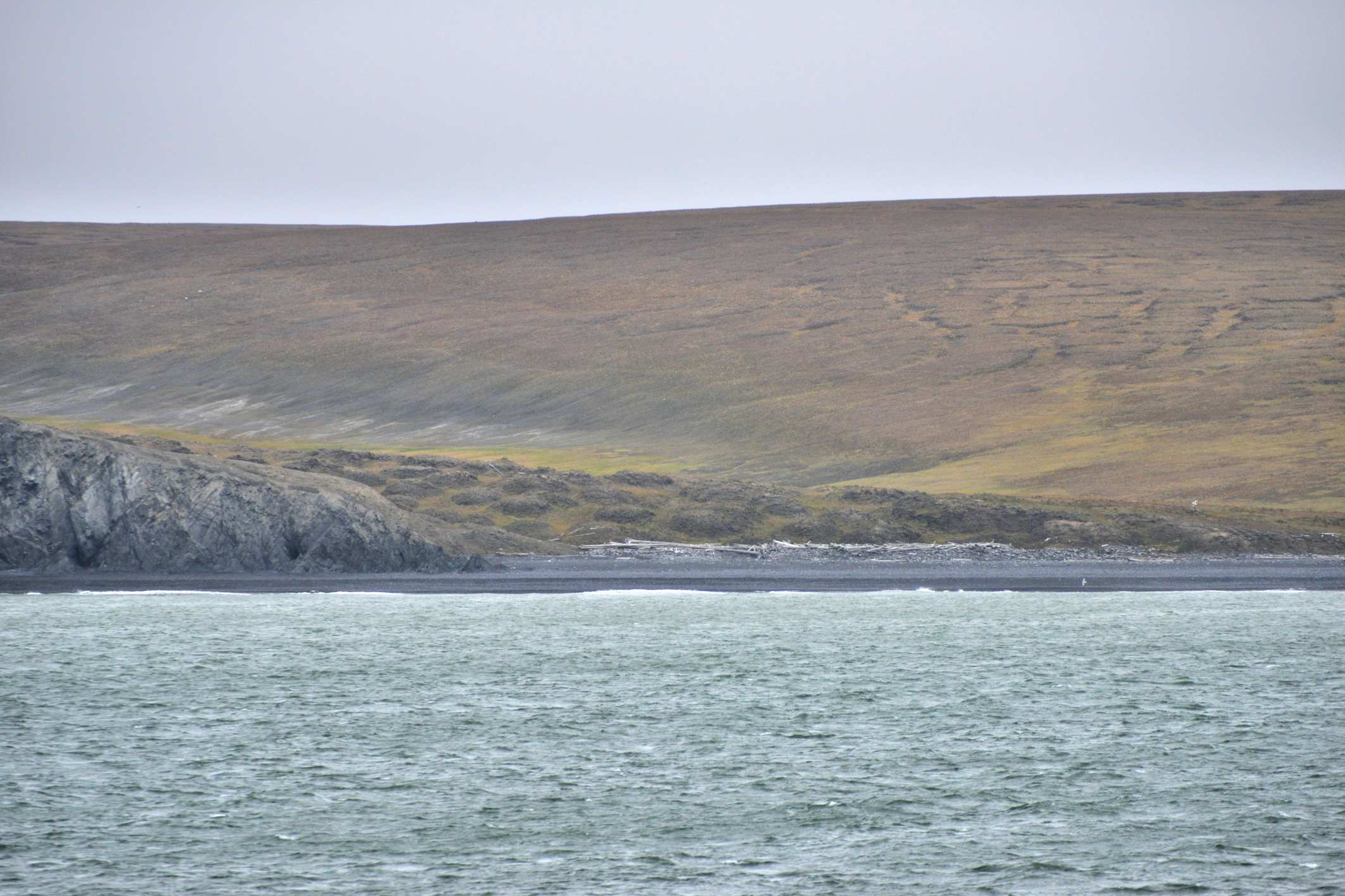
ティーロ湾

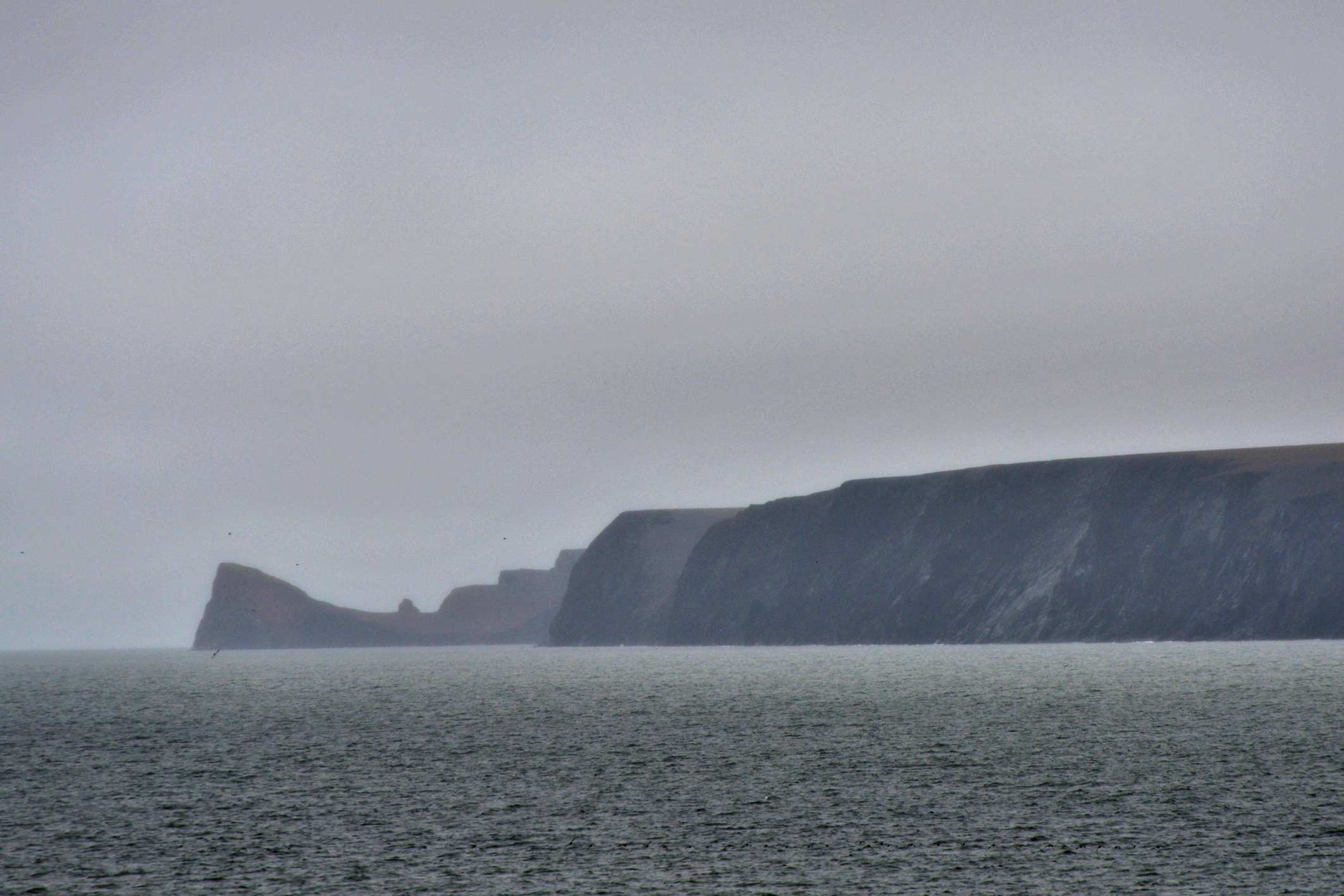
北西部の海岸

ベリコフスキー島（ベリコフスキーとう、英Belkovsky Island、露Бельковский остров）は、ロシア北東部ラプテフ海のノヴォシビルスク諸島のアンジュー諸島に属する島。

## 概要

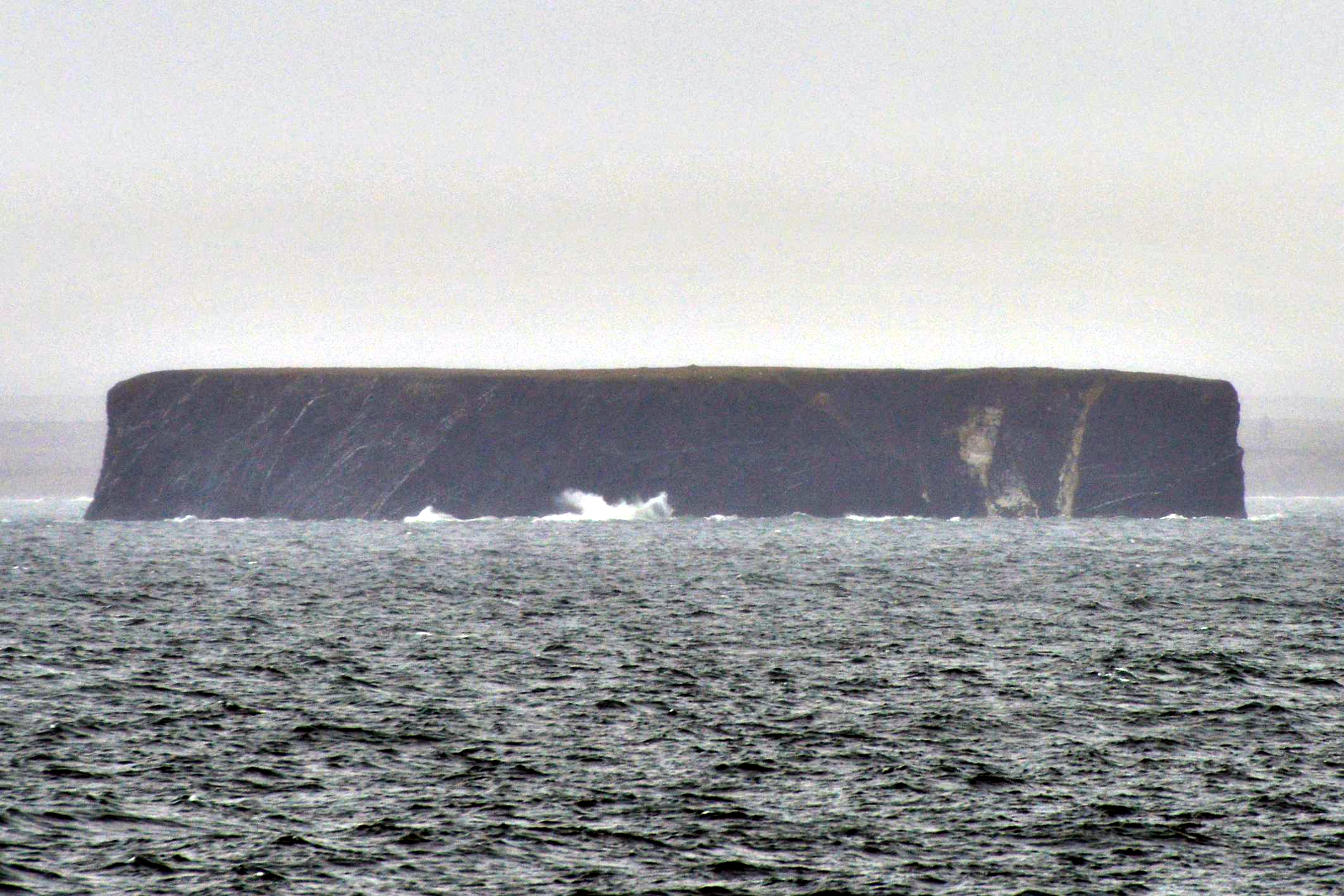
ストリジェヴァ島

島の東にはコテリヌイ島があり、島とはザーリャ海峡（エドゥアルト・トールが乗船した砕氷船ザーリャ号に由来）によって隔てられている。また、島の南にはストリジェヴァ島（Ostrov Strizhëva）と呼ばれる小島がある。
面積は約500 km2で、最高点は120 mである。
ベリコフスキー島はロシアのサハ共和国が管轄している。

## 地質
ベリコフスキー島の地層は、デボン紀前期から石炭紀後期のものが緊密に折り重なり構成されている。デボン紀前期の岩は砂岩・礫岩・石灰岩が粘土質になったもので形成され、石炭紀後期の岩はシルト岩、アージライト石、砂岩、礫岩などで組織され、少量ながら流紋岩や溶岩も含んでいる。

## 動植物相
ベリコフスキー島には大きな鳥のコロニーやセイウチの繁殖地がある。島の大部分はツンドラが覆っているが、それ以外の土地のほぼ全域にはとても背丈の低い草や雑草、隠花植物、コケ、地衣類、苔類などの植物が生えている。島の土壌は全体的に湿気を含み、木目が細かいのが特徴である。

## 歴史
島はベリコフというロシア商人によって1808年に発見された。